# 佩斯佳基区
佩斯佳基区（俄语：Пестяковский район）是俄罗斯联邦伊万诺沃州下辖的一个区，其行政中心为佩斯佳基。据2016年统计，该区的人口为6162人。